# Finnsnes
Finnsnesⓘ ist eine kleine Stadt im Norden von Norwegen. Sie ist Hauptort der Gemeinde (Kommune) Senja in der Provinz (Fylke) Troms und hat 4961 Einwohner (Stand: 1. Januar 2024).
Die über die Finssnesrenna führende Gisundbrua verbindet Finnsnes mit Silsand auf der Insel Senja. Bei der Straße handelt es sich um den in der Nähe des Flughafens Bardufoss beginnenden Fylkesvei 86 (Fv86). Der Flughafen ist etwa 45 Autominuten von Finnsnes entfernt und bietet mehrmals täglich Flugverbindungen nach Oslo.
Finnsnes ist ein Hafen der Hurtigruten. Außerdem existieren schnelle Fährverbindungen nach Tromsø und Harstad.

## Persönlichkeiten
- Siri Pettersen (* 1971), Schriftstellerin und Comicautorin
- Maria Mittet (* 1979), Sängerin
- Runa Vikestad (* 1984), Fußballspielerin

## Nachweise
1. ↑  Population and land area in urban settlements. Statistisk sentralbyrå, 1. Oktober 2024 (englisch).